# Théorème de Popescu
En algèbre commutative et en géométrie algébrique, le théorème de Popescu, formulé par Dorin Popescu en 1985 et 1986, est le suivant :
Théorème —  Soit {\displaystyle A} un anneau noethérien et soit {\displaystyle B} une algèbre noethérienne sur {\displaystyle A}.  L'application canonique {\displaystyle A\to B} est un homomorphisme régulier si et seulement si {\displaystyle B} est une limite directe de {\displaystyle A}-algèbres lisses .

## Exemple
Par exemple, si {\displaystyle A} est un anneau de Grothendieck local (par exemple, un anneau excellent local) et {\displaystyle B} est sa complétion, alors l'application  {\displaystyle A\to B} est régulière par définition et le théorème s'applique.

## Démonstrations et extensions
Une autre preuve du théorème de Popescu a été donnée par Tetsushi Ogoma, et une présentation du résultat a été donnée par Richard Swan.
Le théorème de Popescu a aussi été prouvé par une autre méthode, et quelque peu renforcé, par Mark Spivakovsky,.

## Application
La démonstration usuelle du théorème d'approximation d'Artin (en) repose pour l'essentiel sur le théorème de Popescu.